# Toroidion 1MW
La Toroidion 1MW est une Supercar électrique du constructeur automobile finlandais Toroidion. C'est une voiture d'exception devant se placer en concurrente de la Koenigsegg One:1 et l'Agera.
Son nom signifie qu'elle possède un MégaWatt de puissance.

## Historique
En 2015, au salon Top Marques de Monaco, la 1MW est dévoilée, sans donner d'informations techniques détaillées,.